# Célestin-Anatole Calmels
Célestin-Anatole Calmels fue un escultor francés, nacido el 26 de marzo de 1822 en París y fallecido el año 1906 en Lisboa. Ganador del premio de Roma en 1839.

## Datos biográficos
Admitido en la école des beaux-arts de París en 1837, fue alumno de François Joseph Bosio y de James Pradier.
En 1839, obtuvo el segundo premio de Roma, que compartió con Jean-Claude Petit, mientras que el primer premio fue entregado a Théodore-Charles Gruyère con la obra titulada Serment des sept chefs devant Thèbes (juramento de los siete jefes ante Tebas).
A partir de 1843, expuso regularmente en el Salón de los artistas franceses (fr).
Miembro de la Académie des beaux-arts, fue nombrado en 1874, miembro correspondiente de la academia de las artes en Lisboa.
Hacia 1860, se estableció definitivamente en Lisboa donde fundó una familia al casarse con Maria da Piedade Désirat, con la que tuvo tres hijos. Fundó una escuela de escultura y sus cursos fueron seguidos por numerosos alumnos. En Portugal donde se encuentran sus esculturas más conocidas.
Falleció en Lisboa en 1906.

## Obras

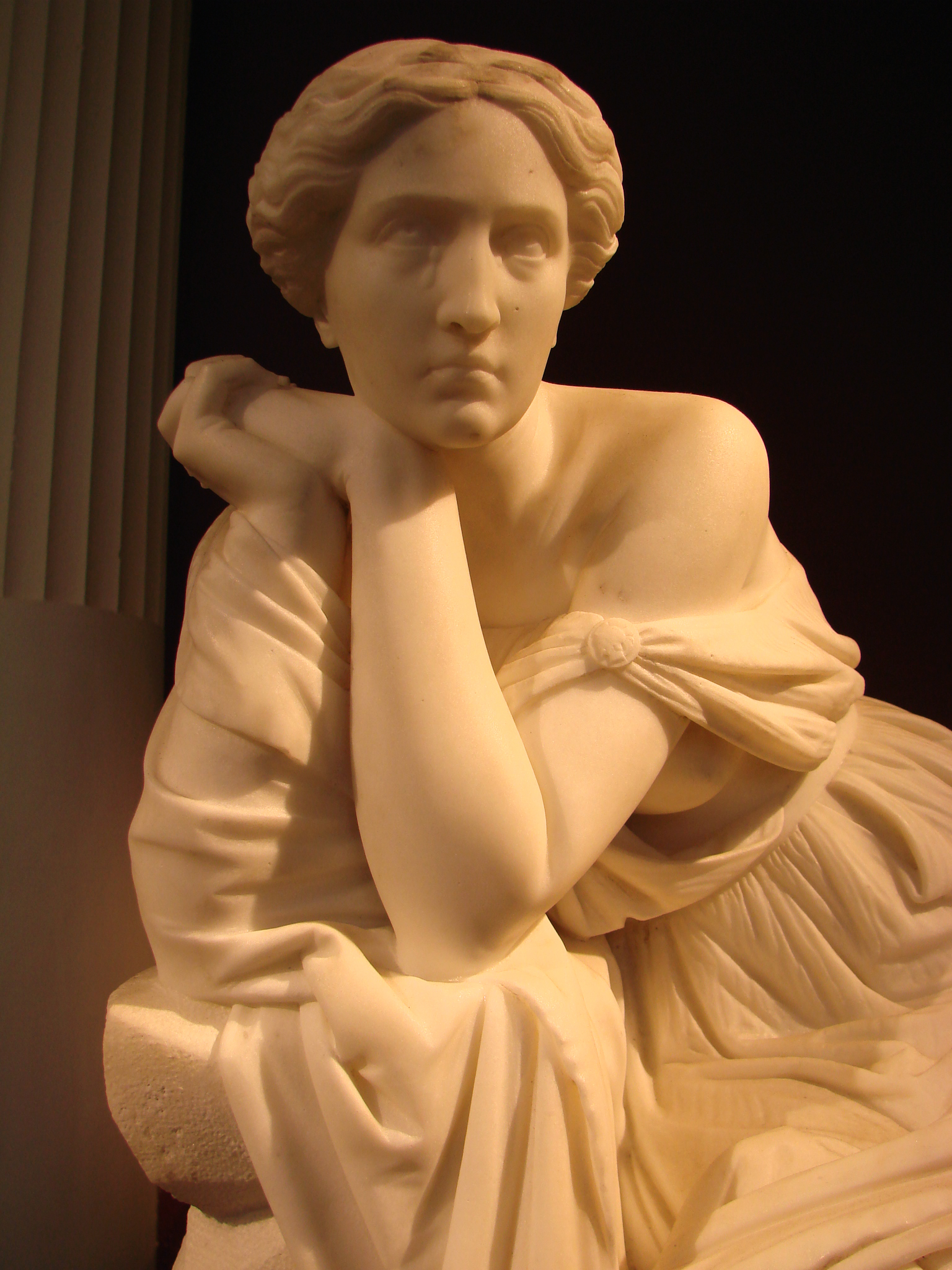
Calypso (1853), Museo de Picardía, Amiens

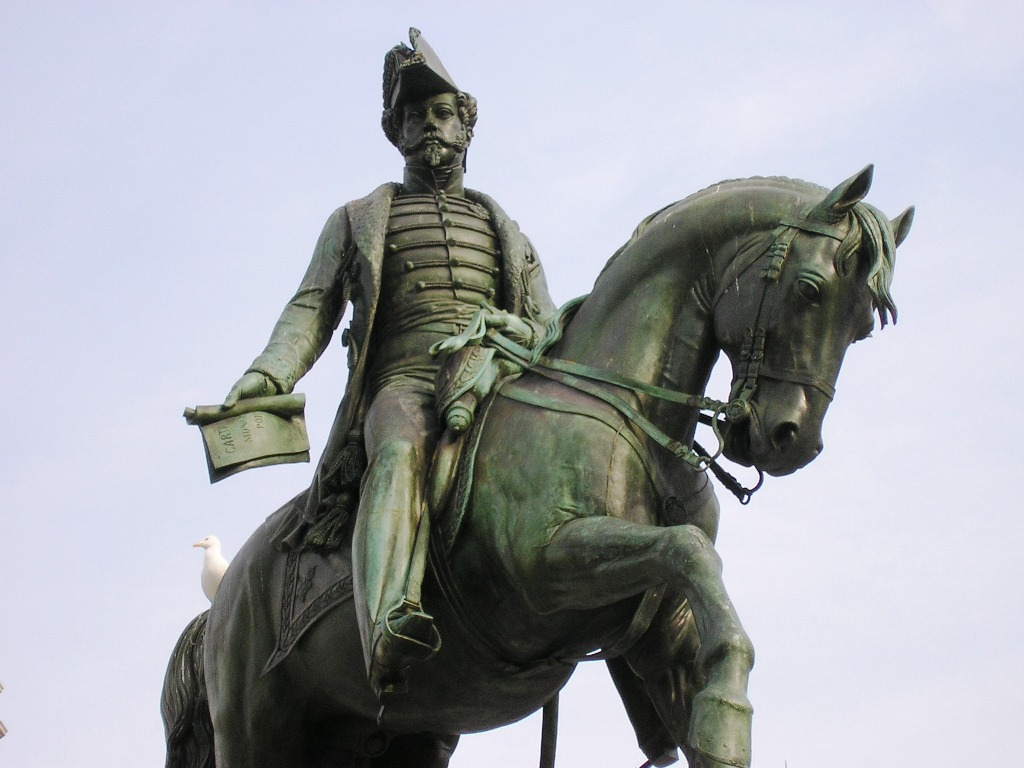
Estatua ecuestre de Pedro IV (1866), Porto

- Estatua de Massena (1865): estatua, fachada del pabellón Rohan del Musée du Louvre.[1]
- Calypso: mármol, expuesto en el salón de 1853 y en la Exposición universal de 1855. Conservado en el Museo de Picardía de Amiens.[2]
- Busto de Pierre-Simon Ballanche: mármol, expuesto en el salón de 1848. Conservado en la sala de sesiones de la Académie française.
- Busto de Théodore Géricault: mármol, museo de Rouen.
- Naissance de la Vierge (nacimiento de la virgen): bajorrelieve en piedra en la capilla de la Virgen de la iglesia Saint-Maurice en Lille.
- Présentation de la Vierge au Temple (Presentación de la virgen en el Templo): bajorrelieve en piedra en la capilla de la Virgen de la iglesia Saint-Maurice en Lille.
- Saint-Clément (1852): en la segunda planta de la Tour Saint-Jacques en París.
- Estatua de Pedro IV de Portugal (1866): Calmels es el autor de la monumental estatua ecuestre que adorna el Monumento de Pedro IV de Portugal en Porto.
- La Gloire couronnant le Génie et la Bravoure (la Gloria coronando al Genio y la Bravura): grupo alegórico que corona e l'Arco de triunfo de la plaza del Comercio en Lisboa, diseñado por el arquitecto José da Costa e Silva.[3]
- Monumento funerario de los duques de Palmela: Calmels realizó una de las plañideras que adornan la tumba de los duques de Palmela en el cementerio de Plaisirs en Lisboa.[4]
- Estatua del Monumento de Mouzinho da Silveira:[5] en 1875, une suscripción organizada por el diario del Comercio dio origen a la erección del monumento en Gavião.[6] en Portugal.